# Nöbbelövsparken
Nöbbelövsparken är en park anlagd på 1970-talet i den del av Lund som kallas Norra Nöbbelöv och sträcker sig som en sammanhållen grönska genom området med samma namn.